# 柳川春葉
柳川 春葉（やながわ しゅんよう、1877年（明治10年）3月5日 - 1918年（大正7年）1月9日）は、日本の小説家、劇作家。本名、専之（つらゆき）。
尾崎紅葉のもとに弟子入りし、その補筆を得た『白すみれ』で地位を確立。紅葉門下の四天王と呼ばれ、家庭小説を多く残した。代表作に『生さぬ仲』（なさぬなか）など。

## 経歴
1877年3月5日、東京府下谷区（現・東京都台東区）二長町三十六番地に生れた。父は至といい、龍野藩の江戸詰家老だったが、明治維新後は紙問屋を経営し、これに失敗して破産。牛込区（現・新宿区）に転居することとなる。母むつは、春葉が4歳のときに長女たかを生んで没した。母の代わりにその姪ふじが面倒を見ることになり、ふじは後に継母となったが春葉とは不仲であった。
赤城小学校時代、村山鳥径ら友人の影響で文学に興味を持つようになる。卒業後英語塾に通い、広津柳浪に弟子入りを望むが拒まれ、1893年（明治26年）、親の反対を押し切って尾崎紅葉を訪ね、その玄関番となる。同年、探偵小説『怨の片袖』（原作者不明）を翻案。作家としてスタートを切る（ただし、春葉自身はこれを処女作とはしていない）。
その後『凱旋門』『百尺崖』などの詩を発表。1897年（明治30年）、紅葉の補筆がなされた短編小説『白すみれ』を発表し、これが出世作となる。さらに、初長編となる『夢の夢』（1900年（明治33年）、読売新聞連載）や『泊客』などの作品で名声を得、泉鏡花、小栗風葉、徳田秋声とともに紅葉門下の四天王と呼ばれるようになった。
1904年（明治37年）に結婚。この頃から、その作品が「家庭小説」と呼ばれるようになる。1906年（明治39年）には、『母の心』を発表し演劇脚本家としても活動を始めた。1911年（明治44年）には松竹の脚本部に迎えられている。
1912年（明治45年）、大阪毎日新聞、東京日日新聞（共に現・毎日新聞）両紙で『生さぬ仲』の連載を開始。同作品は紙上で人気を博しただけでなく、舞台化もされ、50日間の打通し興行となる人気であった。後に、8度にわたって映画化もされている。1916年には、大阪朝日に『かたおもひ』を連載し、さらにファンを増やした
1918年（大正7年）元旦に急性肺炎を起こし入院、9日に死去。菩提寺は芝の天光院。

## 家族
妻のさつ子は、尾崎紅葉が病気の際の看護婦だった。その甲斐甲斐しい介護ぶりに惚れ、兄弟子泉鏡花の協力を得て、結婚。子に娘の千枝子と、柳川の急死後生まれた息子の数彌がある。

## 作風
自身の境遇を反映してか、家庭、中でも特に継母、後妻、再婚などをテーマにした作品が多い。その他に、『全世界大騒乱 怪飛行艇』（1911年、押川春浪と共著）のような冒険小説も残している。

## その他
- 師・尾崎紅葉が1903年（明治36年）に死去した際には、ショックから半年間執筆依頼を断っている。
- 大の相撲好きで、江見水蔭の作った相撲クラブ「江見部屋」に出入りしており、家に本格的な土俵も作っていた。雑誌に相撲に関する文章を寄稿したり、「相撲新聞」という個人紙を発行したりもしている。
- 1906年に引っ越した家の近くに佐藤紅緑が住んでいたため、その後は親しく交際するようになった。この時、春葉の隣の家には野尻清彦（後の大佛次郎）が住んでいた。
- 1911年（明治44年）に、プロ野球球団の出現の必要性を論じている。日本に初めてプロ野球球団が誕生したのは1921年（大正10年）、本格的なプロ野球の興行がなされるようになるのは1936年（昭和11年）である。
- しかし、野球の腕自体は褒められたものではなかった。佐藤紅緑の息子で詩人のサトウハチローは「文壇人でベースボールをやるのは、紅緑オヤジと押川春浪と柳川春葉よりいなかったものだ。オヤジと春浪は曲りなりにも、どうにかベースボールを心得ていたが、春葉氏と来たら、てんでルールも何も知らないで、ユニホームを着ていたものである」という文章を残している。
- 骨董趣味もあり、湯吞みやペン先のコレクターでもあった。[4]